# Jerneja vas
Jernéja vás je naselje v Beli krajini v Sloveniji.

## Geografija
Povprečna nadmorska višina naselja je 153 m.
Pomembnejša bližnja naselja so: Dobliče (1,5 km), Kvasica (1,5 km) in Črnomelj (6,5 km).
Naselje sestavljata zaselka: Anjeli in Jerneja vas.